# Reggie King
Reginald Biddings King, detto Reggie (Birmingham, 14 febbraio 1957), è un ex cestista statunitense, professionista nella NBA e in Italia.

## Carriera
Venne selezionato dai Kansas City Kings al primo giro del Draft NBA 1979 (18ª scelta assoluta).

## Palmarès
- 2 volte NCAA AP All-America Second Team (1978, 1979)